# 莊思明
莊思明（Lisa Ch'ng，1987年2月15日—），前藝名莊晴，香港出生，香港模特兒及電影演員，《2010年度香港小姐競選》季軍，2017年曾簽約帝皇娛樂，現為無綫電視經理人合約女藝員。

## 簡歷
她畢業於瑪利曼小學以及西島中學（其胞姊莊思華為同校學生），後畢業於香港理工大學，「明輝發展」（中國光大控股(0165.HK)前身）創辦人及前主席莊寶的三女兒，也是莊鍶敏的妹妹和莊思華的孿生妹妹。
她和姊姊莊思華，報名加入驕陽電影公司（有線寬頻集團成員），成為《雙子神偷》演員之一。她參選《2010年度香港小姐競選》並進入決賽，最終取得季軍。
2018年1月結束帝皇娛樂合約。

## 感情生活
2011年與陳慧琳胞弟陳司翰拍拖，兩人不時發生衝突，感情離離合合，有報道指莊更曾經被陳虐打，最終分手。
2016年，莊思明承認與楊明正在熱戀中，近年更公開認定對方視對方為結婚對象。

## 政治表態
2019年香港區議會選舉前夕
2019年11月23日，即2019年香港區議會選舉前一日，中華人民共和國外交部駐香港特別行政區特派員公署Facebook專頁上載了一條由40多位藝人拍攝的片段，內容主要目的是呼籲用選票向暴力說不。莊思明及其姊莊鍶敏為其中一員。
於反對逃犯條例修訂草案社會運動期間支持香港警察
至2019年12月，楊明連同曹永廉、朱庭萱、姚瑩瑩、李嘉等其他藝人到訪香港警察總部，送上一幅印有香港夜景兼寫上支持句子的藍色橫額，以示支持香港警察，並與謝振中、郭嘉銓、江永祥等在示威期間代表警方發言的警察合照。照片於Facebook被公開，有份出席的朱庭萱曾留言要求刪除照片，但最終這批照片被廣泛報道。
支持港版國安法
莊思明亦有參與支持港版國安法的聯署。

## 爭議

### 就男友食肆服務質素和網民進行罵戰
於2019年12月，有網民於莊思明男友楊明開設的燉湯店之Facebook留言，批評湯料不太足，令人覺得價錢相對太貴，但遭到莊思明不禮貌回應，結果引來大批網民不滿。

### 於個人社交平台投訴國泰航空服務涉嫌洩露他人私隱
於2020年1月8日，莊思明於社交媒體表示，當日她坐國泰航空CX619航班（該航班由空中巴士A350-900執飛，飛機註冊編號：B-LRB）前往曼谷期間，本來想向空姐借筆填寫入境表，卻屢遭空姐無視，又提到「如果國泰嘅高層想了解更多關於這次事件嘅詳情，我絕對歡迎你哋同我聯絡！」。但她公開於該航班的所有機艙服務員資料，則被網民批評公審及洩露他人私隱，並指她多次提及國泰高層，似不是只想反映意見，而是想航空公司有其他行動對該名服務員提出處分，網上討論亦演變成對香港相關政見的罵戰，拉扯事件涉及「黄絲空姐」，亦有網民反駁莊當時戴上口罩，服務員不一定認得莊。面對部份親中派網民把事件拉扯上「黃絲空姐玩針對」，就連莊思明亦回應指和空姐是否能夠認得出她無關。
事件其後發酵，台灣及馬來西亞媒體亦有報道事件，國泰航空公司空中服務員工會及私隱專員公署回應事件，指有關行為涉嫌觸犯私隱條例。藝人王喜則於社交媒體不點名指莊思明為『類恐怖分子』，又表示拒絕和她坐同一班機。國泰航空之本地主要競爭對手香港航空也在社交媒體揶揄事件，舉行送筆活動，並溫馨提示乘客坐飛機時，要帶筆填寫入境紙。
至1月11日，莊思明的姐姐，同為藝人的莊鍶敏亦回應事件，指莊思明一時衝動，又批評網民的言論激進，莊思明公開的機組成員名單並不屬私隱。因應香港航空於社交媒體的言論，至1月12日，莊思明的男友楊明未有回應莊思明洩漏機組人員名單的爭議和私隱專員公署的回應，質疑香港航空是否有需要也不能向服務員求助。朱庭萱則指責香港航空以『黃絲角度揶揄撐警藝人』，『跟支持祖國的人作對』，又祝香港航空早日結業。

### 2019冠狀病毒病期間涉嫌違反限聚令
楊明、莊思明、莊鍶敏及曹永廉等藝人於2020年7月為電影《時代》進行拍攝，但半百演員及工作人員於招待傳媒訪問及拜神儀式期間，眾多人群均未有戴口罩，被指違反限聚令，現場有路過街坊向電影工作人員及演員要求戴口罩，但他們和在場警察均未有理會。
被指攻擊許芯悅
於愛國電影《時代》中，許芯悅和楊明飾演情侶，拍攝時要拖手兼挨心口。不過，許就指控身為楊明女友的莊思明，場場戲都「近距離監視」，自己被其「氣場」嚇窒，事件被報道後更有人要求許不要說話。許又說很害怕再被人身攻擊和詛咒，人與人之間要互相尊重，有錢比非高人一等。其後莊思明則反揶揄對方是小丑，博取見報。

## 演出

### 電視劇（無綫電視）
| 首播         | 劇名              | 角色                                          |
| 2011年       | 你們我們他們      | Elaine                                        |
| 2012至2015年 | 愛·回家 (第一輯)  | 向晴（Water）                                 |
| 2016年       | 愛·回家 (第二輯)  | 向晴（Water）                                 |
| 2016年       | 潮流教主          | 岑家瑜（Phoebe）                              |
| 2016年       | 廉政行動2016      | Kitty                                         |
| 2016年       | 幕後玩家          | 欣薇（第9集）                                 |
| 2017年       | 誇世代            | Ada（第14集）                                 |
| 2018年       | 跳躍生命線        | 葉媛（Elaine）                                |
| 2018年       | 是咁的，法官閣下  | Vanessa                                       |
| 2019年       | 福爾摩師奶        | 白牡丹                                        |
| 2019年       | 街坊財爺          | Joey                                          |
| 2019年       | 丫鬟大聯盟        | 月蘭                                          |
| 2020年       | 黃金有罪          | 林玲玲（Ada）                                 |
| 2020年       | 大醬園            | 何芬芳（第15-17、22集）                       |
| 2020年       | 機場特警          | Icey（第11、14集）                            |
| 2020年       | 殺手              | 索女（第13集）                                |
| 2020年       | 過街英雄          | Covia                                         |
| 2020年       | 使徒行者3         | 馮少芯                                        |
| 2020年至今   | 愛·回家之開心速遞 | Queenie Wong（第857集）張愛盈（第1926集至今） |
| 2021年       | 十月初五的月光    | 文貴芳（青年）                                |
| 2022年       | 超能使者          | 趙天娜（Tina）                                |
| 2023年       | 隱形戰隊          | 許素妍／韓凌翠                                |
| 2023年       | 一舞傾城          | 陳嬌（巴巴拉）                                |
| 2023年       | 隱門              | 周詩雅（Rebecca）                             |
| 2024年       | 逆天奇案2         | 馬芯宜                                        |
| 2024年       | 神耆小子          | 安妮                                          |
| 2024年       | 巾幗梟雄之懸崖    | 方儀                                          |
| 2024年       | 異空感應          | 阮太                                          |

### 電視劇（邵氏兄弟）
| 首播   | 劇名     | 角色   |
| 2023年 | 廉政狙擊 | 丁艾美 |

### 電影
| 首映   | 電影名                 | 角色       |
| 2001年 | 《初戀嗱喳麵》         |            |
| 2004年 | 《甜絲絲》             | 女職員     |
| 2007年 | 《雙子神偷》           | Lisa       |
| 2012年 | 《2012我愛HK喜上加囍》 |            |
| 2015年 | 《浮華宴》             | 酒保女朋友 |
| 2016年 | 《PG戀愛指引》         |            |
| 2017年 | 《我老婆未結婚》       |            |
| 2018年 | 《我的情敵女婿         |            |
| 2020年 | 《家有囍事2020》       | 護士       |
| 2020年 | 《阿索的故事》         | Lisa       |

### 主持節目
- 2010年 《新美麗新加坡》
- 2015至2019年 《文化新領域》
- 2020至2023年 《藝文誌》

### 電視節目
- 2010年 《美麗觸印》
- 2010年 《美麗觸印真情話》
- 2010年 《當香港小姐遇上香港先生時》
- 2010年 《2010年度香港小姐競選》決賽
- 2010年 《名人廚房》第9集
- 2011年 《東華愛心慶歡騰》
- 2011年 《兄弟幫》第290、291集
- 2011年 《魔法擂台》第4集
- 2011年 《今日VIP》第83集
- 2011年 《甜心先生》第40集
- 2011年 《千奇百趣省港澳》第26集
- 2011年 《怒食街頭》第3集
- 2012年 《兄弟幫》第494、495集
- 2012年 《千奇百趣高B班》第3集
- 2012至2015年 《姊妹淘》第二輯第22、73至76、90、118、212、213集
- 2014年 《搵個好男人》第6至10集
- 2017年 《新春開運王》 (第二輯)
- 2017年 《玩轉香港日與夜》第9集
- 2017年 《千奇百趣特工隊》
- 2017年 《最緊要好玩》第15、18、19、20、22集
- 2017年 《最緊要好好玩·消暑版》第1、2集
- 2017年 《阿爺Big Big廚房》
- 2018年 《新春開運王》(第三輯)
- 2018年 《流行經典50年》第52集 [30]
- 2018年 《TVB 50+1周年再出發》
- 2019年 《流行經典50年》第71集
- 2019年 《姊妹淘》第三輯第30集

其他人演唱會
2021年8月15日聲夢傅奇15位學員演唱會（第四場）

## 曾獲獎項與提名
| 年份   | 獎項                                | 結果 |
| 2010年 | 2010年度香港小姐競選 季軍           | 獲獎 |
| 2010年 | 2010年度香港小姐競選 最佳首飾演繹獎 | 獲獎 |